# شطيرة المجاملة

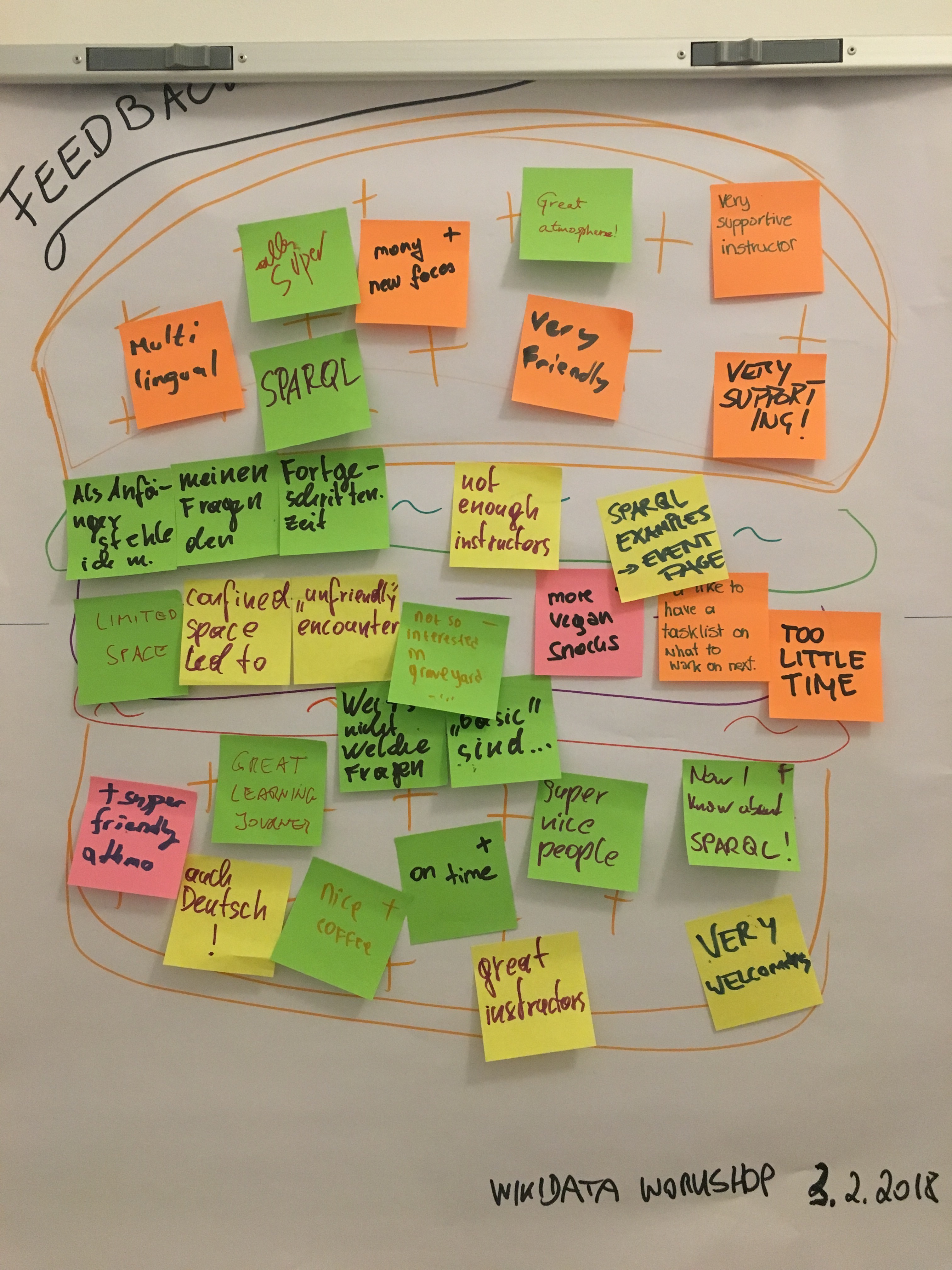
رسم بياني يعرض ملاحظات حول ورشة عمل على شكل شطيرة. الخلفية التي تحتوي على إشارات (+) تمثل التقييمات الإيجابية، في حين تشير الخلفية التي تحتوي على الرمزين (~) و(–) إلى التقييمات السلبية.

شطيرة المجاملة (بالإنجليزية: Compliment sandwich) وتُعرف أيضًا باسم شطيرة المديح (بالإنجليزية: praise sandwich) أو شطيرة التغذية الراجعة (بالإنجليزية: feedback sandwich)، هي تقنية خطابية تُستخدم لتقديم النقد بطريقة تجعل الشخص المتلقّي أكثر قبولًا له.
سُميت بهذا الاسم استعارةً من "الشطيرة" لأنها تتكوّن من ثلاث طبقات:
1. مديح للمخاطَب
2. التعبير عن ما لا يعجب المتحدث في الشخص
3. مديح إضافي للمخاطَب

اكتسبت هذه الطريقة شهرة واسعة في الثمانينيات بفضل ماري كاي أش، مؤسسة شركة (Mary Kay Cosmetics)، التي كانت تنصح المديرين بوضع أي ملاحظات نقدية بين طبقتين من المديح. ومنذ ذلك الحين، تم التوصية باستخدام هذا النوع من التغذية الراجعة في مجالات متعددة، منها تدريب الرياضيين، وإدارة الخدمات الصحية، والتعليم الإلكتروني، والمبيعات.
الهدف من هذه الطريقة هو تقليل الدفاعية والانزعاج، وتعزيز التواصل الفعّال، وجعل النقد أسهل تقبّلًا من قِبل الطرف المُوَجَّه إليه. كما تهدف إلى الحفاظ على احترام الذات لدى الشخص المنتقَد، مما يزيد من قابليته للتفاعل مع الملاحظات. لكن في المقابل، قد تكون النتائج عكسية تمامًا. فالتصرف بمدح الشخص قبل توجيه النقد قد يُساء فهمه على أنه نفاق أو أسلوب متصنّع، مما يعطي انطباعًا بعدم الصدق أو بوجود نقص في الثقة، وهو ما أدى إلى إطلاق اسم شائع ساخر عليها هو "شطيرة الهراء" (crap sandwich).
وقد تؤدي هذه الطريقة أيضًا إلى الارتباك، وبالتالي انخفاض الإنتاجية، إذا لم يفهم الشخص المنتقَد فحوى الملاحظات بشكل صحيح.

## الطريقة
في اقتباس مباشر من أوبري دانيلز في كتابه "أوبس! 13 ممارسة إدارية تهدر الوقت والمال" (Oops!: 13 Management Practices that Waste Time and Money):
من أسهل الطرق لتعزيز تقبّل النقد أن تبدأ بملاحظة إيجابية حول أداء الشخص في العمل أو صفاته الشخصية. بعد أن تكون قد عززت ثقته بنفسه، قدّم له الخبر السيئ. تأكد من أنه استوعب الرسالة ويعرف كيف يصحح الوضع. ثم اختتم المحادثة بتأكيد إيجابي.
المنطق وراء هذه الطريقة يبدو منطقيًا intuitively (ذو صلاحية ظاهرية)، أي أنه يبدو فعّالًا من حيث الحدس، لكن توجد أدلة بحثية قليلة تُثبت أن هذه الطريقة أكثر فعالية في تصحيح السلوك مقارنةً بالنهج المباشر أو تسلسل تغذية راجعة مختلف.
في دراسة استخدمت منهجية صارمة وتجربة مضادة للانحياز، تبيّن أن تسلسل التغذية الراجعة "إيجابي – تصحيحي – إيجابي" ليس الأكثر فعالية. بل تبين أن التسلسل "تصحيحي – إيجابي – إيجابي" هو الأكثر فعالية، بينما كان تسلسل "إيجابي – إيجابي – تصحيحي" هو الأقل فعالية في إيصال الملاحظات، عند ضبط عامل توقيت التغذية الراجعة.
وفي تجربة أخرى مخبرية خاضعة للرقابة، أظهر الطلاب الذين تلقّوا تغذية راجعة على شكل "شطيرة" – تتضمّن عبارات إيجابية عامة قبل وبعد النصيحة البنّاءة – تحضيرًا أفضل لمهام رياضية لاحقة، وتفوقوا بشكل ملحوظ على أولئك الذين لم يتلقوا أي تغذية راجعة أو تلقّوا تغذية تصحيحية فقط.

## انتقادات
قد يشعر المتلقي بالارتباك الشديد، لأن النصيحة البنّاءة قد تُطمس بسبب تأثير ما يأتي في البداية (التأثير الأولي) أو ما يأتي في النهاية (تأثير الحداثة). أي أن الناس غالبًا ما يتذكرون أول وآخر جزء من أي معلومة، وقد يفشلون في ملاحظة وتذكّر الجزء الأهم من التغذية الراجعة، وبالتالي لا يتحقق الهدف الأصلي من النصيحة والتقويم.
مع مرور الوقت، قد يبدأ الموظف في توقّع النقد كلّما أثنى عليه المشرف. ويحدث هذا لأن تقنية الساندويتش تُكتسب من خلال ما يُعرف بـ"الاشتراط الكلاسيكي"، مما يؤدي إلى تآكل الثقة في الموجّه، وبالتالي تقليص فاعلية تقديم أي ملاحظات إيجابية أو بنّاءة.
وقد تؤدي الأجزاء الإيجابية في الأعلى والأسفل من "الساندويتش" إلى تعزيز تقدير ذاتي غير دقيق لدى المتلقي. وبالنظر إلى "تأثير دانينغ-كروجر" (وهو انحياز استعرافي يجعل الأفراد يبالغون في تقييم أدائهم)، فإن التأكيد الزائد على الجوانب الإيجابية قد يؤدي إلى تضخيم الثقة بالنفس أو الكفاءة الذاتية، مما يُضعف أثر تعزيز السلوك الإيجابي الحقيقي.
السبب الجوهري لعدم فاعلية أسلوب "الساندويتش" لا يكمن في تقديم النقد بحدّ ذاته، بل في الطريقة التي ينقل بها المشرف الرسائل النقدية. فقد لاحظ "بارون" أنه لا تنشأ مشاعر غضب أو توتر إذا تلقّى الشخص نقدًا بنّاءً (أي تغذية راجعة محددة ومراعية، لا تفترض أن الأداء السيئ ناتج عن صفات داخلية سلبية كالغباء أو الكسل)، بخلاف ما يحدث مع النقد الهدّام. بمعنى آخر، إذا كانت الملاحظات صادقة ونُقلت بطريقة أصيلة، فإن النتائج ستكون على الأرجح إيجابية.

## بدائل
أشار أوبري دانيلز (2001) إلى أن "النصيحة الأسوأ التي يمكن أن تقدمها أو تتلقاها عند تصحيح سلوك العامل هي أن تكون دائمًا إيجابيًا"، مؤكدًا أن الإخلاص والصراحة هما مفتاحا التواصل الفعّال. وفي مقال بريسلر، فون بيرغن، وكامبل، قدم المؤلفون دليلاً من 9 خطوات للتصحيح الفعّال للسلوك:
1. التخطيط للنقاش، إن أمكن.
2. الفصل بين الجوانب الإيجابية والسلبية.
3. اختيار توقيت مناسب للنقد، بحيث لا يكون مبكرًا أو متأخرًا جدًا.
4. التركيز على السلوك موضوع النقاش.
5. ربط السلوك بتأثيره على العمل أو المؤسسة.
6. توضيح العواقب في حال عدم تحسن السلوك.
7. تحديد السلوك المطلوب والواضح الذي يتوقعه المشرف.
8. سؤال الموظف كيف يمكن للمدير مساعدته.
9. التعبير عن الثقة في قدرة الموظف على التحسن.

وقد قدّم العديد من الباحثين الآخرين[من؟] أطرًا أو دلائل بديلة للنقد البنّاء. أما بالنسبة لأولئك الذين لا يزالون يدافعون عن استخدام "شطيرة المجاملة"، فإنهم عادة ما يشددون على جودة تقسيم النقد وطريقة تقديمه. فعبارات مثل "كن محددًا بشأن السلوك الذي تريد من الموظف تغييره" يجب أن تُقال في الوقت المناسب، وبطريقة دقيقة، وأن تُصاغ بشكل جيد، وقبل كل شيء، أن تعكس المخاوف الفعلية.

## استعارة معيبة
تشكل الطبقة الوسطى في الشطيرة ما يُعطيها اسمها. فمثلًا، "شطيرة الطماطم" يتكوّن من طبقة من الطماطم بين شريحتين من الخبز. وبالتالي، إذا فُسّرت عبارة "شطيرة المجاملة" حرفيًا، فإنها ستكون نقدًا، تتبعه مجاملة، ثم يُختتم بنقد.